# Hanseatisches Oberlandesgericht in Bremen

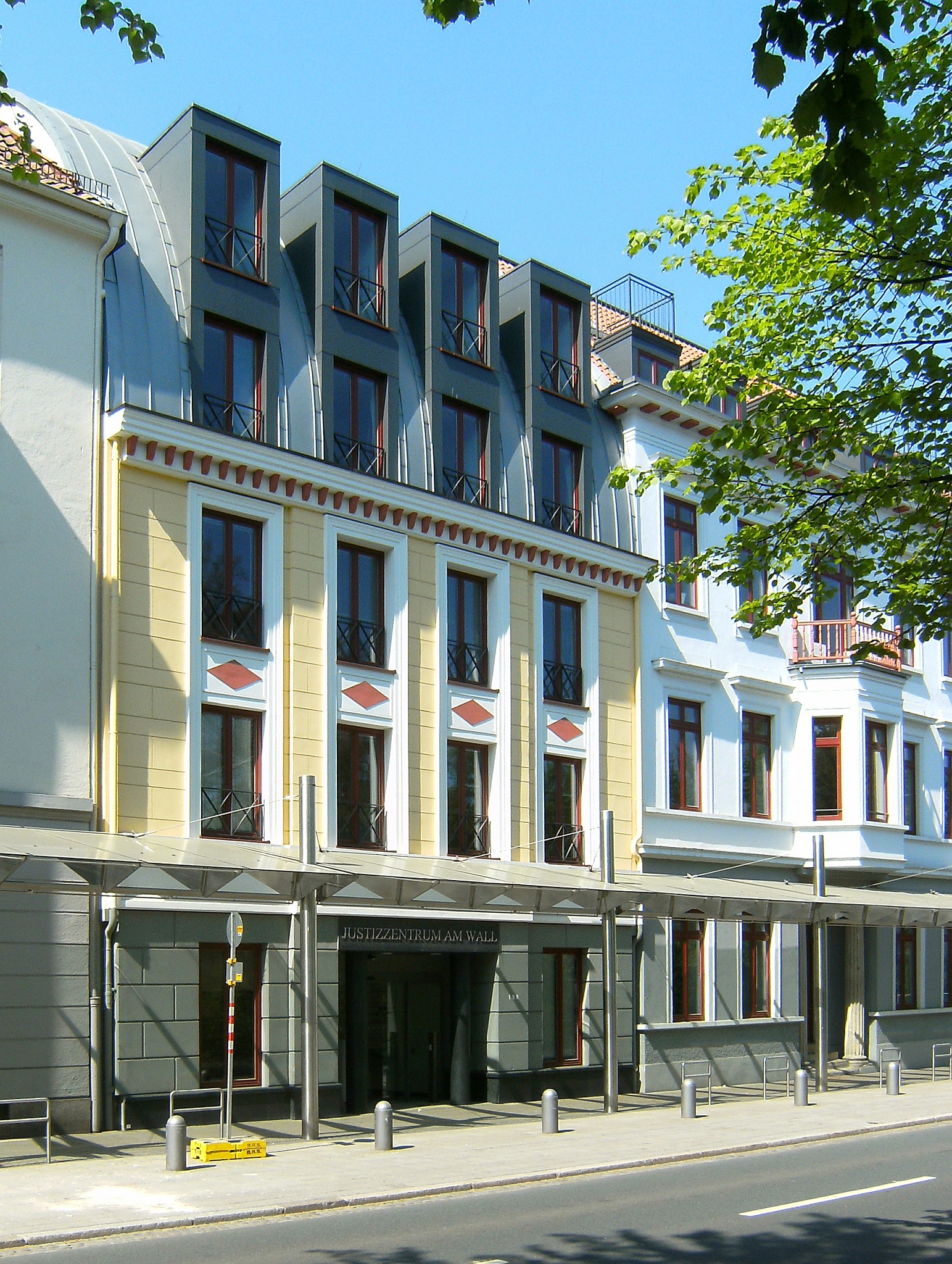
Justizzentrum Am Wall

Das Hanseatische Oberlandesgericht in Bremen ist das Oberlandesgericht des Landes Freie Hansestadt Bremen und somit Teil der bremischen ordentlichen Gerichtsbarkeit. Es wurde am 15. Juli 1947 errichtet. Zuvor war das den bremischen Gerichten übergeordnete Gericht das Hanseatische Oberlandesgericht in Hamburg, beziehungsweise zuvor das Oberappellationsgericht der vier Freien Städte in Lübeck. Die durch die US-amerikanische Militärregierung unterstützte Gründung eines eigenen bremischen Oberlandesgerichts wurde allgemein als Akt zur Festigung der Eigenstaatlichkeit Bremens verstanden. Präsidentin ist seit 2019 Ann-Marie Wolff.

## Gerichtssitz und -bezirk
Das Hanseatische Oberlandesgericht in Bremen hat seinen Sitz in Bremen. Sein Bezirk entspricht dem Gebiet des Bundeslandes Bremen. Für bestimmte Angelegenheiten, etwa Staatsschutzsachen und Binnenschifffahrtssachen, hat es jedoch durch Staatsvertrag Zuständigkeiten an das Hanseatische Oberlandesgericht in Hamburg abgegeben. Im Bezirk des Oberlandesgerichts sind 1.760 Rechtsanwälte und Syndikusrechtsanwälte zugelassen (Stand: 1. Januar 2023).
Gesetzlich geregelt sind Gerichtssitz und Gerichtsbezirk des Gerichts im Gesetz zur Ausführung des Gerichtsverfassungsgesetzes (BremAGGVG) vom 11. Oktober 1960.
2015 waren 46 Mitarbeiter beim Hanseatischen Oberlandesgericht in Bremen beschäftigt.

## Gerichtsgebäude
Das Hanseatische Oberlandesgericht in Bremen hatte seinen Sitz zunächst im Alten Gerichtshaus unter der Anschrift Domsheide 16 gefunden. 1950 wurde der Sitz in das Anwesen Contrescarpe 8 c und 1957 in das Anwesen Sögestraße 62/64 verlegt, wo das Oberlandesgericht bis 2008 residierte. Seit 2008 ist es im Justizzentrum Am Wall untergebracht.
Das Gebäude beherbergt im 2. Stockwerk das Justizprüfungsamt (JPA). Hier wird auch der mündliche Teil der Ersten juristischen Staatsprüfung abgelegt.

## Über- und untergeordnete Gerichte
Das dem Hanseatischen Oberlandesgericht in Bremen übergeordnete Gericht ist der Bundesgerichtshof. Nachgeordnet ist dem Gericht das Landgericht Bremen sowie die Amtsgerichte in Bremen, Bremen-Blumenthal und Bremerhaven.

## Leitung
- 1947–1956: Hellmuth Stutzer
- 1956–1969: Karl Arndt (1904–1990)
- 1. März 1969 bis 1981: Walther Richter (* 28. Juli 1916)
- 1. August 1981 bis 1992: Helmut Heinrichs (1928–2017)
- 1. August 1992 bis 2005: Jörg Bewersdorf (1940–2020)
- 2005–2011: Wolfgang Arenhövel
- 2011–2019: Karen Buse (erste Gerichtspräsidentin)
- Seit 2019: Ann-Marie Wolff